# O Rouxinol

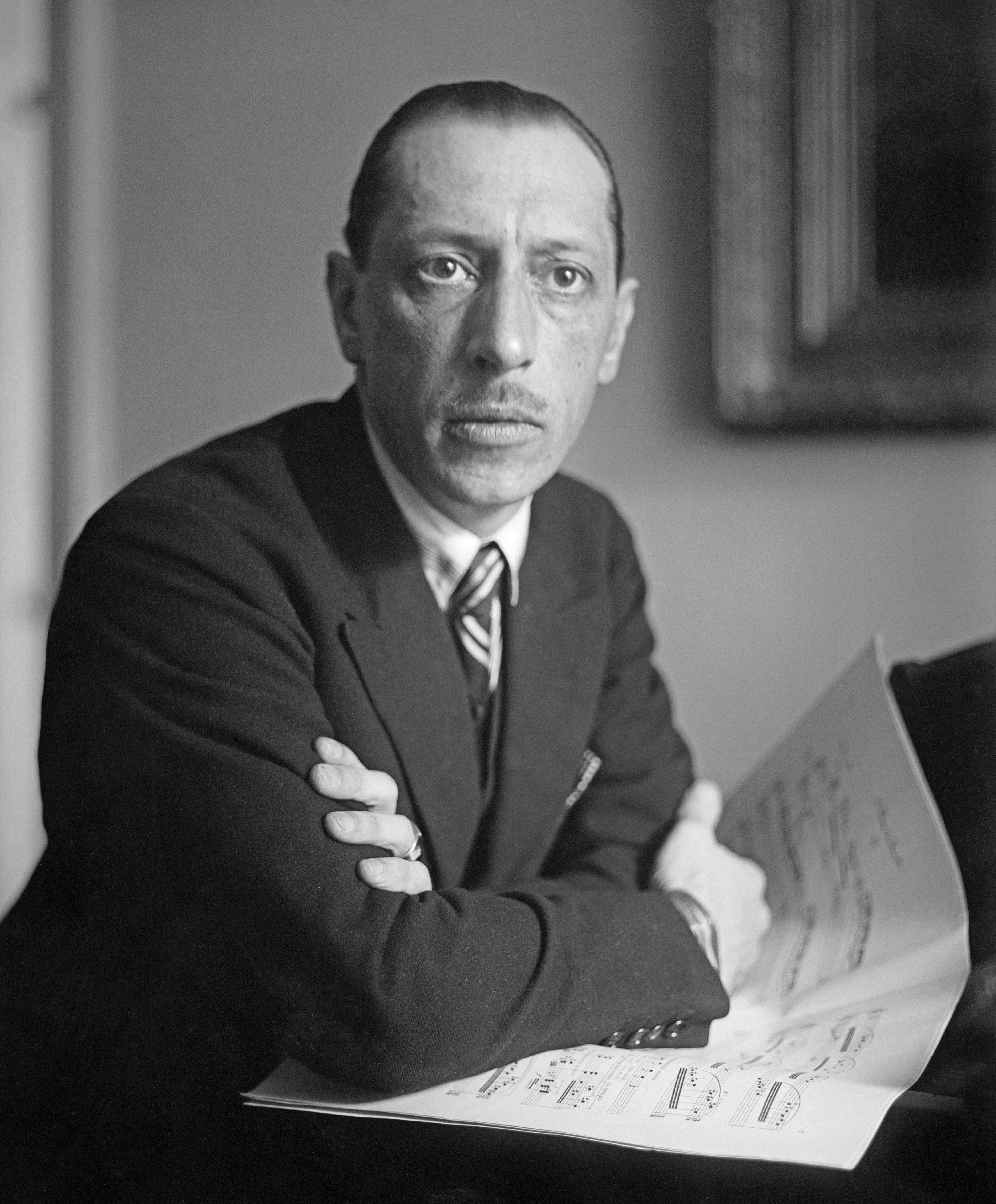
Igor Stravinsky, compositor de Le Rossignol

O Rouxinol é o título em português de uma ópera em três atos de Igor Stravinsky (em russo:  И́горь Фёдорович Страви́нский) com libreto baseado no conto O Rouxinol de Hans Christian Andersen, escrito pelo compositor e por Stepan Mitussov. Stravinsky começou a trabalhar na ópera em 1908, mas deixou-a de lado por vários anos após ter recebido a comissão de Sergei Diaghilev para o balé O Pássaro de Fogo. Ele completou-a em 1914, depois de ter concluído os seus outros dois grandes balés: Petrushka e A Sagração da Primavera.
A primeira apresentação da ópera foi em 26 de maio de 1914 no Théâtre National de l'Opéra em Paris, em uma produção de Sergei Diaghilev, com os cantores no fosso e o balé realizado no palco. Stravinsky preparou, em 1917, um poema sinfônico, Le chant du Rossignol (A Canção do Rouxinol), música usada na ópera, como uma obra para concertos distintos.

## A Ópera
A cena se passa na antiga China, onde um pescador (tenor) comenta eventos históricos.

### Ato I

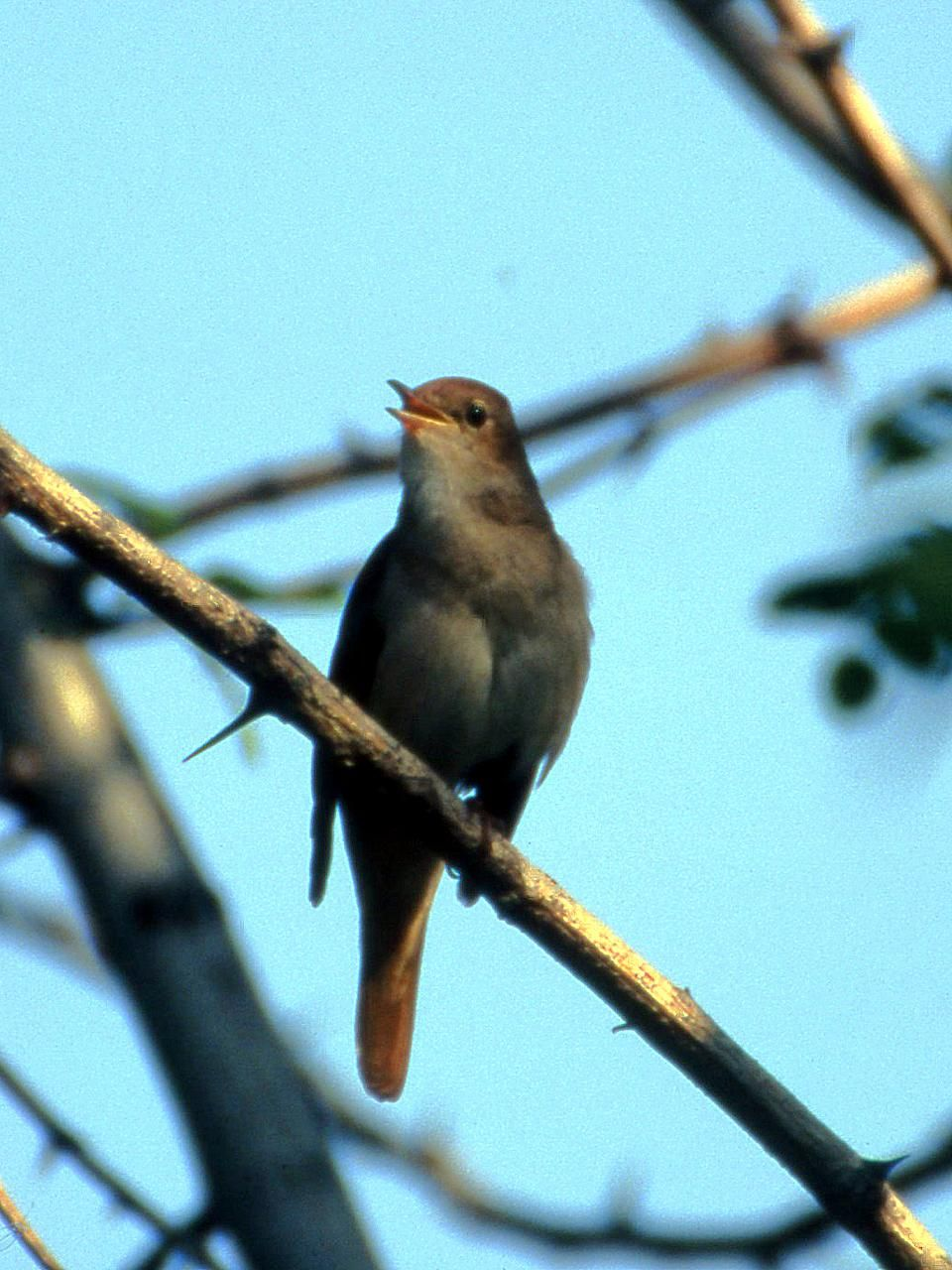
Um rouxinol

Na beira do mar pouco antes do amanhecer, um pescador ouve o canto do rouxinol, o que faz com que ele esqueça seus problemas. A cozinheira (soprano) traz funcionários da corte do imperador para ouvir o rouxinol (soprano), falando da beleza do seu canto. No entanto, o rouxinol está longe demais para ser ouvido. O camareiro do tribunal (barítono) promete a cozinheira uma posição como cozinheira particular para o imperador, se ela puder encontrar o rouxinol. O rouxinol, que finalmente aparece, recebe um convite da cozinheira e do camareiro para cantar ao imperador. O rouxinol aceita o convite, mas diz que a sua doce canção só acontece na floresta.

### Ato II
Cortesãos festejam no palácio antes do canto do rouxinol. O cozinheiro conta então aos cortesãos sobre o rouxinol, que é pequeno, cinza e praticamente invisível, mas a sua música faz com que seus ouvintes chorem. Entra então uma procissão representando a chegada do imperador, e o imperador (baixo-barítono) comanda o canto do rouxinol. O canto do rouxinol toca imperador profundamente, e ele oferece uma recompensa a ave: um chinelo de ouro para a sua gargantilha. Mais tarde, três emissários do imperador japonês oferecem um rouxinol mecânico, que começa a cantar. O pássaro genuíno voa para longe, e, por ordem do irritado imperador, é banido de seu reino. Ele nomeia então o pássaro mecânico como primeiro-cantor do reino.

### Ato III
O imperador está doente e prestes a morrer. A figura da morte está na câmara do imperador. Os fantasmas das suas ações vêm visitá-lo. O imperador convida músicos para a sua corte, mas o rouxinol verdadeiro reapareceu, e desafiando o decreto imperial, começa a cantar. A Morte (contralto), ouve a canção do rouxinol, e muito comovido, pede-lhe para continuar. O rouxinol concorda, desde que traga a coroa, espada e escudo do imperador. A morte gradualmente se retira da cena, pois o rouxinol continua a cantar. O Imperador lentamente recupera suas forças, e ao ver o rouxinol, oferece-lhe o cargo de primeiro-cantor. O rouxinol diz que está satisfeito com as lágrimas do imperador como recompensa, e promete cantar para ele todas as noites desde o anoitecer até ao amanhecer.